# Insu-dong
Insu-dong là một dong, phường của Gangbuk-gu ở Seoul, Hàn Quốc. Từ ngày 30 tháng 6 năm 2008, Suyu-5 trước đây và 6 dong được sáp nhập lại thành dong này.

## Liên kết
- Trang chính thức Gangbuk-gu
- Bản đồ Gangbuk-gu tại trang chính thức Gangbuk-gu
- (tiếng Hàn) Trang dân cư chính thức Insu-dong